# Timo Mildau

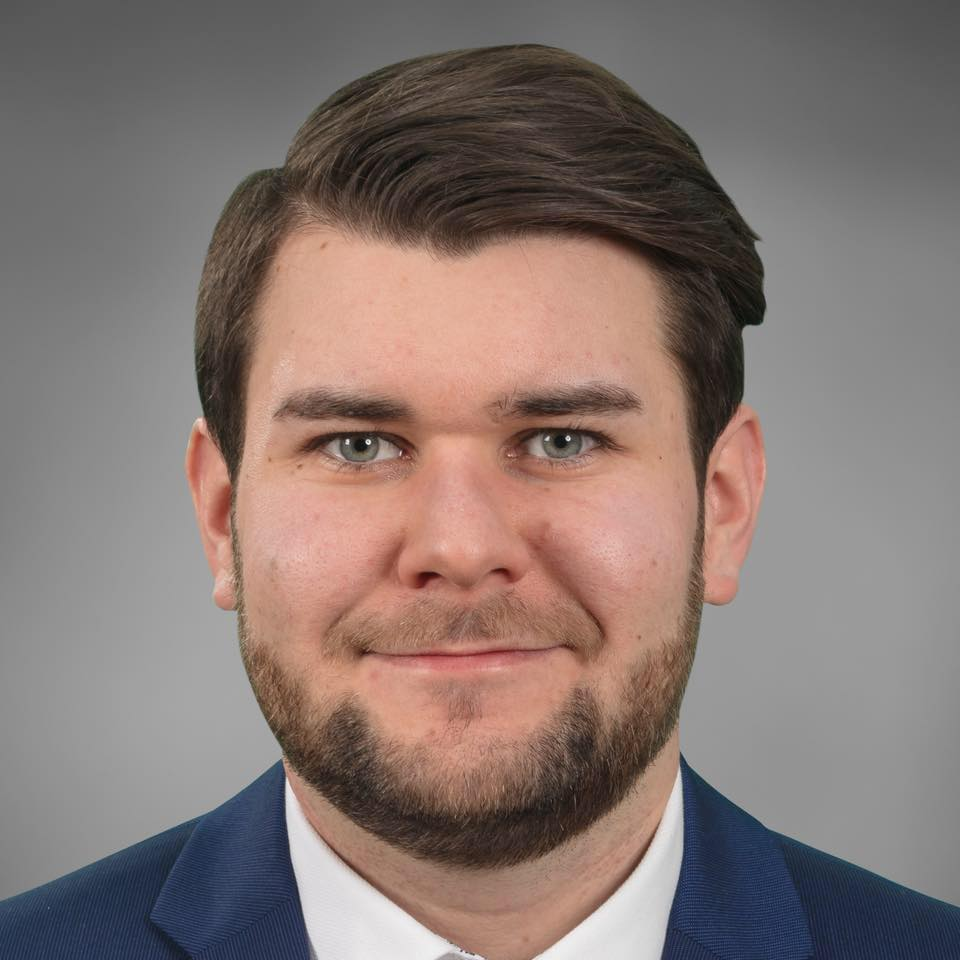
Timo Mildau, 2018

Timo Mildau (* 4. März 1992 in Neunkirchen/Saar) ist ein deutscher Politiker (CDU). Von 2018 bis 2022 war er Abgeordneter im Landtag des Saarlandes.

## Ausbildung und Beruf
Nach dem Abitur im Jahr 2011 an der Marienschule Saarbrücken studierte Mildau sechs Jahre lang Wirtschaftsinformatik und Jura an der Universität des Saarlandes, schloss beide  Studiengänge jedoch nicht ab. Neben dem Studium arbeitete er von 2011 bis 2015 im Rahmen einer freiberuflichen Dozententätigkeit als Kursassistent für das Projekt Onlinerland Saar. Von 2016 bis 2017 war er als studentische Hilfskraft im Projektbüro von Onlinerland Saar tätig. Im Anschluss an das Studium begann er im Oktober 2017 eine Ausbildung in der Laufbahn des gehobenen Dienstes zum Kreisinspektoranwärter des Saarpfalz-Kreises.

## Politische Laufbahn
Timo Mildau trat mit 16 Jahren in die Junge Union ein und drei Jahre später in die CDU. Mit Beginn des Studiums an der Universität des Saarlandes wurde Mildau Mitglied des RCDS, dessen saarländischer Landesvorsitzender er von 2013 bis 2017 war. In dieser Funktion wurde er im Jahr 2015 als Mitglied in den CDU-Landesvorstand des Saarlandes kooptiert. Von 2013 bis zum Ende seines Studiums im Jahr 2017 war Mildau Mitglied des Studierendenparlamentes der Universität des Saarlandes. Zudem war er von 2014 bis 2016 als direkt gewählter studentischer Vertreter im Senat der Universität tätig. Neben dem RCDS Saar, als dessen Ehrenvorsitzender er im Jahr 2017 ernannt wurde, ist er in verschiedenen Vorständen der CDU, der Christlich-Demokratische Arbeitnehmerschaft sowie in der Jungen Union in unterschiedlicher Funktion tätig.

### Landtagsmandat
Bei der Landtagswahl im Saarland 2017 kandidierte Mildau auf Platz 9 der Landesliste der CDU Saar. Nachdem Annegret Kramp-Karrenbauer im März 2018 ihr Mandat niedergelegt hatte und als Generalsekretärin der CDU Deutschlands nach Berlin gewechselt war, zog Mildau als Nachrücker in den Saarländischen Landtag ein. Im Landtag war Mildau Obmann der CDU-Fraktion in der Enquêtekommission Digitalisierung im Saarland und fungierte als digitalisierungspolitischer Sprecher. Des Weiteren war er jugendpolitischer Sprecher sowie Sprecher für Drogenpolitik. Außerdem gehörte er im Landtag dem Ausschuss für Wissenschaft, Forschung und Technologie, dem Ausschuss für Umwelt und Verbraucherschutz, dem Ausschuss für Soziales, Gesundheit, Frauen & Familie sowie dem Unterausschuss für Datenschutz und Informationsfreiheit an. Zudem war er im Arbeitskreis für Arbeitnehmerfragen vertreten. Bei der Landtagswahl 2022 verfehlte er den Wiedereinzug in den Landtag.

## Privates
Timo Mildau ist römisch-katholischer Konfession und verheiratet. Er stammt aus dem Saarbrücker Stadtteil Herrensohr.